# Escándalo del maíz yugoslavo
El escándalo del maíz yugoslavo (en griego: σκάνδαλο του γιουγκοσλαβικού καλαμποκιού), también conocido como maíz griego, fue un escándalo de corrupción política en Grecia entre 1986 y 1990. En 1986 se importaron de Yugoslavia un total de 20 000 toneladas de maíz que fueron etiquetadas falsamente como griegas mediante documentos falsificados. El maíz fue luego exportado a otros países de la Comunidad Económica Europea (CEE), lo que permitió reclamar fraudulentamente 1,5 millones de dólares en subsidios de la CEE destinados al maíz griego nacional. La empresa estatal International Trade Company (ITCO), entidad controlada por el gobierno responsable de gestionar el comercio agrícola, jugó un papel clave en la facilitación de los envíos fraudulentos. Después de que la CEE inició una investigación, funcionarios del gobierno griego participaron en esfuerzos para encubrir el plan. En 1989, el Tribunal de Justicia Europeo multó a Grecia con más de 3,8 millones de dólares. Luego siguieron investigaciones por parte del Parlamento griego que condujeron a un juicio en Grecia en 1990, donde seis personas, incluido un viceministro, fueron condenadas por su participación.

## Crimen y encubrimiento
El 8 de mayo de 1986, un barco llamado Alfonsina (en griego: Αλφονσίνα) llegó al puerto de Salónica transportando 9000 toneladas de maíz desde Koper en Yugoslavia. Sin embargo, la documentación indicaba que el origen del cargamento de maíz era de Kavala. La empresa responsable fue International Trade Company (ITCO), una empresa estatal fundada durante el gobierno del Movimiento Socialista Panhelénico (PASOK) con fines de control de precios. Su presidente fue Soulis Apostolopoulos. El maíz se vendió inicialmente a Granomar, una empresa situada en Suiza, y luego a Genk, una empresa belga. Este plan tuvo los siguientes beneficios: el Estado griego evitaría pagar impuestos compensatorios (de importación) a la CEE, el Estado se beneficiaría de precios del maíz más elevados, a 245 dólares por tonelada en lugar de 101 dólares por tonelada del maíz yugoslavo, y, al informar sobre una productividad agrícola artificialmente inflada, el Estado obtendría acceso a subsidios adicionales de la CEE.
La noticia de la venta de maíz y, supuestamente, las quejas llegaron a la CEE en Bruselas en cuestión de días. Posteriormente, el 17 de agosto de 1986, una comisión europea llegó a Grecia para investigar la documentación estatal relativa a las transacciones. Funcionarios griegos, bajo la dirección del viceministro de Finanzas, Nikos Athanasopoulos, aseguró al comité que el maíz era de origen griego y falsificó documentos para encubrirlo. Athanasopoulos también intentó crear formas de retrasar y confundir a los inspectores. En algún momento, Athanasopoulos se quejó a Emile Mennens, un miembro belga del comité de investigación: «Cuando nosotros, los griegos, estábamos construyendo Partenones, ustedes, los bárbaros, estaban comiendo bellotas».

## Juicio europeo
En noviembre de 1986, la Comisión Europea presionó al gobierno griego para que diera una explicación del escándalo. Sin embargo, su solicitud fue denegada públicamente por el ministro de Relaciones Exteriores, Károlos Papulias. En 1987, la Comisión Europea impuso a Grecia una multa de 2,5 millones de dólares por la transacción ilegal. La Comisión Europea llevó el caso ante el Tribunal de Justicia Europeo, lo que marca el primer caso en el que la Comunidad Europea de 12 naciones es defraudada por uno de sus miembros. El escándalo en particular colocó a los diplomáticos y banqueros griegos en una posición difícil dentro de la Comunidad Europea, ya que el culpable era el gobierno griego y no un individuo; un banquero griego declaró: «Esto realmente dañó nuestra imagen». El gobierno griego se negó a participar en el proceso judicial. Las investigaciones europeas encontraron al menos dos envíos fraudulentos de maíz; el segundo envío consistía en 11 000 toneladas de maíz que llegaron en tren a Salónica y se cargaron en un barco de carga para ser vendidos en Bélgica como maíz griego. El 21 de septiembre de 1989, el juicio concluyó sin la participación del gobierno griego, al que se le impuso una multa de 3,8 millones de dólares, que incluía la multa inicial, los gastos del tribunal y los intereses.

## Elecciones de junio
El PASOK perdió las elecciones de junio de 1989 debido en parte al escándalo Koskotas, que implicaba a miembros del PASOK, y a los más de 200 escándalos denunciados durante las administraciones del PASOK de 1981 a 1989. El partido conservador Nueva Democracia y los partidos de izquierda unidos bajo Synaspismós, a pesar de estar en bandos ideológicos opuestos y haber luchado entre sí en la guerra civil griega (1946-1949), formaron un gobierno de coalición que se comprometió a limpiar el estado («Catarsis») de los escándalos de corrupción asociados con miembros del PASOK.

## Juicio griego
Sólo unos días después de la formación del gobierno de coalición, el Parlamento griego inició los procedimientos para levantar la inmunidad parlamentaria de Athanasopoulos. Un comité de 12 miembros inició una investigación sobre la presunta actividad fraudulenta en torno a la importación y exportación de maíz yugoslavo. Testigos que trabajaron en los puertos por donde pasó el cargamento de maíz, testificaron que Athanasopoulos dio instrucciones de no reportar el maíz. El 23 de agosto de 1989, Athanasopoulos confesó durante el proceso, pero argumentó que la decisión de encubrir el caso se tomó tras conversaciones con sus colegas (sin nombrarlos) por motivos de «deber y obligación nacional». En concreto, argumentó que «los ministros responsables habían decidido encubrir el escándalo en beneficio del país [...]. De lo contrario, se habría descubierto que una empresa estatal estaba violando la normativa comunitaria, lo que habría perjudicado el prestigio del país en la CE [Comunidad Europea]». Akis Tsochatzopoulos, diputado del PASOK, afirmó que el escándalo se debía a la tensa competencia entre multinacional es. En enero de 1990, Athanasopoulos y el presidente de la compañía, propietario del cargamento de maíz, fueron puestos en prisión preventiva.
Los tribunales griegos acusaron a Athanasopoulos de exportar maíz yugoslavo como si fuera griego, para que la ITCO, la empresa exportadora controlada por el Estado, pudiera embolsarse 1,5 millones de dólares en subsidios del Mercado Común Europeo. Los cargos específicos fueron instigación a la emisión de certificados falsos, falsificación y complicidad en falsificación. El juicio fue llevado a cabo por un tribunal especial de 12 miembros del Tribunal Supremo de Grecia, Areios Pagos. Además del argumento de los «intereses nacionales», la defensa de Athanasopoulos se basó en la afirmación de que el plazo de prescripción había expirado, así como en reclamos de irregularidades procesales. Trece exministros fueron testigos de la defensa y todos ellos utilizaron el argumento del «interés nacional». El historiador Richard Clogg describió la defensa de Athanasopoulos como un esfuerzo por presentar el fraude a la CEE como un deber patriótico. Sin embargo, el tribunal rechazó por unanimidad los argumentos de defensa de Athanasopoulos. El 11 de agosto de 1990, Athanasopoulos fue declarado culpable y condenado a tres años y medio de prisión. El presidente de la empresa fue condenado a tres años y ocho meses de prisión. Cuatro funcionarios juzgados junto con él también recibieron penas de prisión que oscilaron entre 10 y 18 meses.
El juicio fue transmitido en vivo por canales de televisión estatales y privados que se enfocaron en diferentes aspectos de los acontecimientos dentro y fuera de la sala del tribunal, dependiendo de su afiliación política. En la prensa y la radio pro-PASOK se criticó duramente a los testigos de cargo, tildándolos de traidores a la nación. Durante el juicio, los partidarios del PASOK se congregaron fuera del tribunal y desaprobaron la decisión del tribunal gritando «¡Vergüenza!» (en griego: Αίσχος) y cantando la canción cretense Pote tha kani Xasteria.

## Secuelas
La decisión sobre Athanasopoulos, según fuentes judiciales, dio «luz verde» para iniciar juicios contra otros exmiembros del gobierno del PASOK, incluido el primer ministro Andréas Papandréou, por su participación en el «megaescándalo» que fue el escándalo Koskotas y la vigilancia generalizada de los opositores políticos. Athanasopoulos cumplió nueve meses en la prisión de Korydallos. Fue el único político encarcelado por los escándalos del PASOK de finales de los años 1980. Unos meses más tarde, Menios Koutsogiorgas pasó tres meses en prisión en espera del juicio de Koskotas, pero murió en el estrado de los testigos, y todos los veredictos de prisión eran rescatables mediante una compensación monetaria. Athanasopoulos fue reelegido para el Parlamento después de su liberación, representando al distrito electoral de Atenas B en las elecciones parlamentarias de Grecia de 1993. El 17 de enero de 1994, el recién instalado gobierno PASOK concedió un indulto a Athanasopoulos.
Los niveles de corrupción en la política griega se mantuvieron consistentemente altos bajo las administraciones del período 1986-1997, independientemente de su orientación política, según un estudio de 2003, que vio esto como un síntoma de la institucionalización de la corrupción en el país y que conducía a una desconfianza generalizada hacia los partidos políticos y la clase política en general. Las historias de prensa relacionadas con la corrupción alcanzaron su punto máximo durante el gobierno de Nueva Democracia que siguió al PASOK en 1990-1993, con su propio «megaescándalo», que involucraba a la empresa cementera AGET Heracles, pero también muchos escándalos de la era del PASOK que se desarrollaron a principios de los años 1990.
El caso judicial en el Tribunal de Justicia de las Comunidades Europeas sobre este escándalo se convirtió en un punto de referencia sobre cómo los Estados miembros solucionan las violaciones del derecho europeo. En concreto, el Tribunal decidió que las sanciones deben ser «efectivas, proporcionadas y disuasorias», y que la Comunidad Europea debe determinar el alcance mínimo y máximo de las penas para los delitos, mientras que el Estado miembro debe transponer la Directiva de los Tribunales Europeos decidiendo la pena máxima específica para el delito en sus respectivas jurisdicciones.